# Aalkabeljauwen
Aalkabeljauwen (Muraenolepididae) zijn een familie van straalvinnige vissen uit de orde van Kabeljauwachtigen (Gadiformes).

## Geslachten
- Muraenolepis Günther, 1880
- Notomuraenobathys Balushkin & Prirodina, 2010